# Ampelita julii
Ampelita julii е вид коремоного от семейство Acavidae. Видът е застрашен от изчезване.

## Разпространение
Разпространен е в Мадагаскар.